# Séry Wawa
Séry Wawa (Abiyán, 1943 - ibídem, 12 de diciembre de 2013) fue un futbolista profesional marfileño que jugaba en la demarcación de defensa.

## Biografía
Séry Wawa debutó como futbolista profesional en 1961 con el Africa Sports National. Con el club llegó a ganar la Primera División de Costa de Marfil en cinco ocasiones: 1967, 1968, 1971, 1977 y 1978; y la Copa de Costa de Marfil en seis ocasiones: 1961, 1962, 1964, 1977, 1978 y 1979. Finalmente en 1979 se retiró como futbolista profesional. Tras su retiro como futbolista se convirtió en el entrenador de jóvenes del mismo club en el que jugó como futbolista, el Africa Sports National, desde 1980 hasta 2013.
Séry Wawa falleció en Abiyán el 12 de diciembre de 2013 a los 70 años de edad.

## Selección nacional
Séry Wawa jugó un total de nueve partidos para la selección de fútbol de Costa de Marfil comprendidos en la Copa Africana de Naciones en las ediciones de 1965, 1968 y 1970. En las dos primeras ediciones llegó a terminar en tercer lugar con la selección.

## Clubes
| Club                   | País            | Año         |
| ---------------------- | --------------- | ----------- |
| Africa Sports National | Costa de Marfil | 1961 - 1979 |

## Palmarés
- Primera División de Costa de Marfil (5): 1967, 1968, 1971, 1977 y 1978
- Copa de Costa de Marfil (6): 1961, 1962, 1964, 1977, 1978 y 1979